# Cantón Montúfar
Cantón Montúfar är en kanton i Ecuador.   Den ligger i provinsen Carchi, i den norra delen av landet, 120 km nordost om huvudstaden Quito. Antalet invånare är 30 511. Arean är 383 kvadratkilometer.
Terrängen i Cantón Montúfar är bergig åt sydväst, men åt nordost är den kuperad.